# Белден (Каліфорнія)
Белден (англ. Belden) — переписна місцевість (CDP) в США, в окрузі Плумас штату Каліфорнія. Населення — 15 осіб (2020).

## Географія
Белден розташований за координатами 40°0′24″ пн. ш. 121°14′53″ зх. д. / 40.00667° пн. ш. 121.24806° зх. д. (40.006783, -121.248191).  За даними Бюро перепису населення США в 2010 році переписна місцевість мала площу 1,88 км², з яких 1,58 км² — суходіл та 0,30 км² — водойми.

## Демографія
Згідно з переписом 2010 року, у переписній місцевості мешкали 22 особи в 13 домогосподарствах у складі 3 родин. Густота населення становила 12 особи/км².  Було 30 помешкань (16/км²).
Расовий склад населення:
| - 90,9 % — білих |

До двох чи більше рас належало 9,1 %. Частка іспаномовних становила 0,0 % від усіх жителів.
За віковим діапазоном населення розподілялося таким чином: 13,6 % — особи молодші 18 років, 77,3 % — особи у віці 18—64 років, 9,1 % — особи у віці 65 років та старші. Медіана віку мешканця становила 46,0 року. На 100 осіб жіночої статі у переписній місцевості припадало 266,7 чоловіків;  на 100 жінок у віці від 18 років та старших — 375,0 чоловіків також старших 18 років.
Цивільне працевлаштоване населення становило 0 осіб. 